# ATP Marbella
Das ATP-Turnier von Marbella (offiziell AnyTech365 Andalucía Open) war ein spanisches Herren-Tennisturnier der ATP Tour, das in Marbella ausgetragen wird. Es wurde im Freien auf Sand gespielt.

## Geschichte
Infolge der COVID-19-Pandemie mussten viele Turniere im ATP-Kalender 2021 abgesagt werden. Daraufhin wurde unter anderem dieses Turnier mit einer Ein-Jahres-Lizenz neu in den Turnierbetrieb aufgenommen.
Das Turnier gehörte zur Kategorie ATP Tour 250 mit 28 Spielern im Einzel sowie 16 Paarungen im Doppel, wobei die vier am höchsten notierten Spieler im Einzel ein Freilos in der ersten Runde bekamen.

## Siegerliste

### Einzel
| Jahr | Sieger              | Finalgegner | Finalergebnis |
| ---- | ------------------- | ----------- | ------------- |
| 2021 | Pablo Carreño Busta | Jaume Munar | 6:1, 2:6, 6:4 |

### Doppel
| Jahr | Sieger                      | Finalgegner                 | Finalergebnis |
| ---- | --------------------------- | --------------------------- | ------------- |
| 2021 | Ariel Behar Gonzalo Escobar | Tomislav Brkić Nikola Čačić | 6:2, 6:4      |